# 2736 Ops
2736 Ops (1979 OC) là một tiểu hành tinh vành đai chính được phát hiện ngày 23 tháng 7 năm 1979 bởi E. Bowell ở Flagstaff (AM).